# Сексуална ориентация
Сексуалната ориентация е една от четирите съставни части на сексуалността и се отличава с постоянно емоционално, романтично, сексуално или чувствено привличане към индивиди от определен пол. Другите три съставни части на сексуалността са: биологичният пол, полова идентичност (психологическата принадлежност към определен пол) и социално-половата роля (придържане към културните норми определящи женското и мъжко поведение).
Известни са шест типа сексуална ориентация:
- Асексуалност (липса на сексуално желание и влечение)
- Бисексуалност (привличане към мъже и жени)
- Моносексуалност (автомоносексуалност)
- Пансексуалност (привличане към лица без оглед на техния пол и полова идентичност)
- Хетеросексуалност (привличане към индивиди от отсрещния пол)
- Хомосексуалност (привчличане към индивиди от същия пол)

Привличането определя сексуалната ориентация. Тя може да се проявява и като действие/поведение (дали определен индивид търси романтичен контакт спрямо привличането) и идентификация (дали определен индивид се идентифицира като гей, лесбийка, бисексуален, асексуален, пансексуален или моносексуален). Например, индивид, който изпитва привличане към индивиди от същия пол, може да търси или да не търси контакт с такива, и, ако търси такъв, може да се идентифицира или да не се идентифицира спрямо това привличане и поведение. 
Съвременната наука разглежда сексуалната ориентация като континуум от чиста хетеросексуалност в единия край на скалата до чиста хомосексуалност в другия ѝ край. Оценките са, че около 95% от човешката популация е много близо до хетеросексуалния край на скалата, докато останалите 5% са разпределени по средата ѝ (отявлено бисексуални) или в хомосексуалния ѝ край.
Хомосексуално поведение е наблюдавано при множество животински видове. 
Поведението, свързано с търсене на романтични контакти с индивиди от същия пол, се приема по различен начин от различните култури. Като цяло, особено в миналото, то е било стигматизирано или табуизирано в повечето общества. До края на 70-те години на 20ти век, съвременната медицина смята хомосексуалното поведение за невротично разстройство, което се дължало на травми, като например сексуално насилие в детството. По-късно, обаче, сериозен напредък в различни научни дисциплини (антропология, социология, психология, психиатрия, биология, генетика и др.) показва, че нехетеросексуалният тип привличане е нормална част от вариативността в човешката сексуалност.
Въпросът за това дали сексуалната ориентация е вродена или придобита е сложен, и научният консенсус, е че тя се определя от набор от фактори. Изследвания сред еднояйчни близнаци, например, показват без никакво съмнение, че генетичният фактор има изключителна важност. Например, вероятността еднояйчни близнаци да имат една и съща сексуална ориентация е многократно по-голяма от тази в контролни групи. Друг важен фактор е хормоналният, включително хормоналния баланс на плода преди раждането му. Този фактор се смята за обяснение на факта, че вероятността за хомосексуално привличане нараства непропорционално при най-младите синове на многодетни майки. 
Влиянието на социални фактори като толерантността към нехетеросексуално поведение сред обществото не оказва влияние върху сексуалното привличане. Толерантността и липсата на стигматизация, обаче, може да окаже влияе на поведението на хора с нехетеросексуална ориентация. В толерантните общества, хората с нехетеросексуална ориентация имат по-голям шанс да постигнат личностно развитие, щастие, психично и физическо здраве, и по този начин да допринасят към развитието на цялото общество. 
Сериозният напредък в разбирането на сексуалната ориентация през последните десетилетия води до все по-голяма толерантност към хората с нехетеросексуална ориентация в повечето общества в Европа, Северна Америка, Южна Америка и Океания, и все повече държави в Азия и Африка.